# Mijdrecht (schip, 1931)
De Mijdrecht was een Nederlandse tanker van de rederij Phs. van Ommeren. Gebouwd in 1931 was het schip tijdens de Tweede Wereldoorlog nog actief en werd het door de geallieerden gebruikt.

## De Mijdrecht tijdens de Tweede Wereldoorlog
Tijdens de Duitse aanval op Nederland in 1940 bevond de Mijdrecht zich op de Grote Oceaan. Nadat het schip was teruggekeerd naar Europa werd het in het Verenigd Koninkrijk uitgerust met een kanon en kreeg een deel van de bemanning een opleiding tot kanonnier.
Op 4 maart 1941 vertrok het schip samen met de Woensdrecht vanuit de Schotse haven Oban om zich aan te sluiten bij het konvooi OB 293. Dit konvooi bestond uit vijftig schepen die de Atlantische Oceaan gingen oversteken. De Mijdrecht had alleen ballast aan boord en was ingericht als reddingsschip dat kon assisteren als er een schip tot zinken was gebracht. Het konvooi werd op 7 maart aangevallen door vier Duitse onderzeeboten, U-37 U-70 U 90 en U A. De U 70 wist de Britse tanker Delilian te torpederen waarop de Mijdrecht te hulp schoot en de overlevenden uit de reddingssloepen wilde halen. Op dat moment werd de Mijdrecht zelf getorpedeerd door de U 70, maar de schade was beperkt en het schip bleef drijven. De periscoop van de U 70 werd gespot waarop door de kapitein werd besloten de Duitse onderzeeboot te rammen. De actie van de Mijdrecht wist de U 70 te beschadigen. Doordat de positie snel kon worden doorgegeven aan de escorterende schepen konden de Britse korvetten Camellia en Arbutus de onderzeeboot tot zinken brengen. Vanwege de beschadigingen moest de Woensdrecht terugkeren naar Schotland, waar het schip gerepareerd werd.
Na de reparaties vertrok de Mijdrecht op 2 september richting New York om ingezet te worden voor de bevoorrading van de geallieerde troepen in het Midden-Oosten.
In 1943 en 1944 was de Mijdrecht onderdeel van de konvooien JW 54A en JW 57. Deze konvooien waren onderdeel van de Noord-Atlantische konvooien bedoeld als bevoorrading van de Sovjet-Unie.

## De Mijdrecht na de Tweede Wereldoorlog
Na de Tweede Wereldoorlog keerde het schip terug naar Nederland en kreeg het in 1948 een Koninklijke Vermelding bij Dagorder voor het rammen van de U 70. In 1951 werd het schip aan de Finse rederij Suomen Tankkilaiva O/Y, in Helsingfors, Finland verkocht, die het schip WIIMA noemde en in januari 1958 bij Teijon Tehtaat O/Y, Mathildedal liet slopen.